# 고쿠부역 (가고시마현)
고쿠부역(일본어: 国分駅)은 일본 가고시마현 기리시마시에 있는 규슈 여객철도의 역이다. 단선 · 섬식의 형태를 합친 복합 구조의 철도 역사이다.

## 타는 곳
| 1 · 2 | ■ 닛포 본선 | (하행) | 가지키 · 조사 · 가고시마추오 방면         |
| 1 · 2 | ■ 닛포 본선 | (상행) | 기리시마진구 · 미야코노조 · 미야자키 방면 |
| 3     | ■ 닛포 본선 | (하행) | 가지키 · 조사 · 가고시마 추오 방면        |

## 이용 현황
| 연도     | 하루 평균 승차 인원 | 연도     | 하루 평균 승차 인원 |
| 2000년도 | 2,131명             | 2006년도 | 2,348명             |
| 2001년도 | 2,139명             | 2007년도 | 2,349명             |
| 2002년도 | 2,181명             | 2008년도 | 2,431명             |
| 2003년도 | 2,187명             | 2009년도 | 2,448명             |
| 2005년도 | 2,288명             | 2010년도 | 2,475명             |
| -------- | ------------------- | -------- | ------------------- |

## 역 주변
- 다이이치 공업대학
- 다이이치 유아교육 단기대학
- 기리시마 시청
- 히나타야마 온천
- 고쿠부 공공 직업안정소

## 인접 정차역
| 닛포 본선                | 닛포 본선   | 닛포 본선                |
| ------------------------ | ----------- | ------------------------ |
| 기리시마진구 고쿠라 방면 | ■ 닛포 본선 | 하야토 가고시마추오 방면 |